# Kolonia Gradowska
Kolonia Gradowska [kɔˈlɔɲa ɡraˈdɔfska] est un village polonais de la gmina de Nowa Sucha dans le powiat de Sochaczew et dans la voïvodie de Mazovie.